# Dolmen von Bagneux

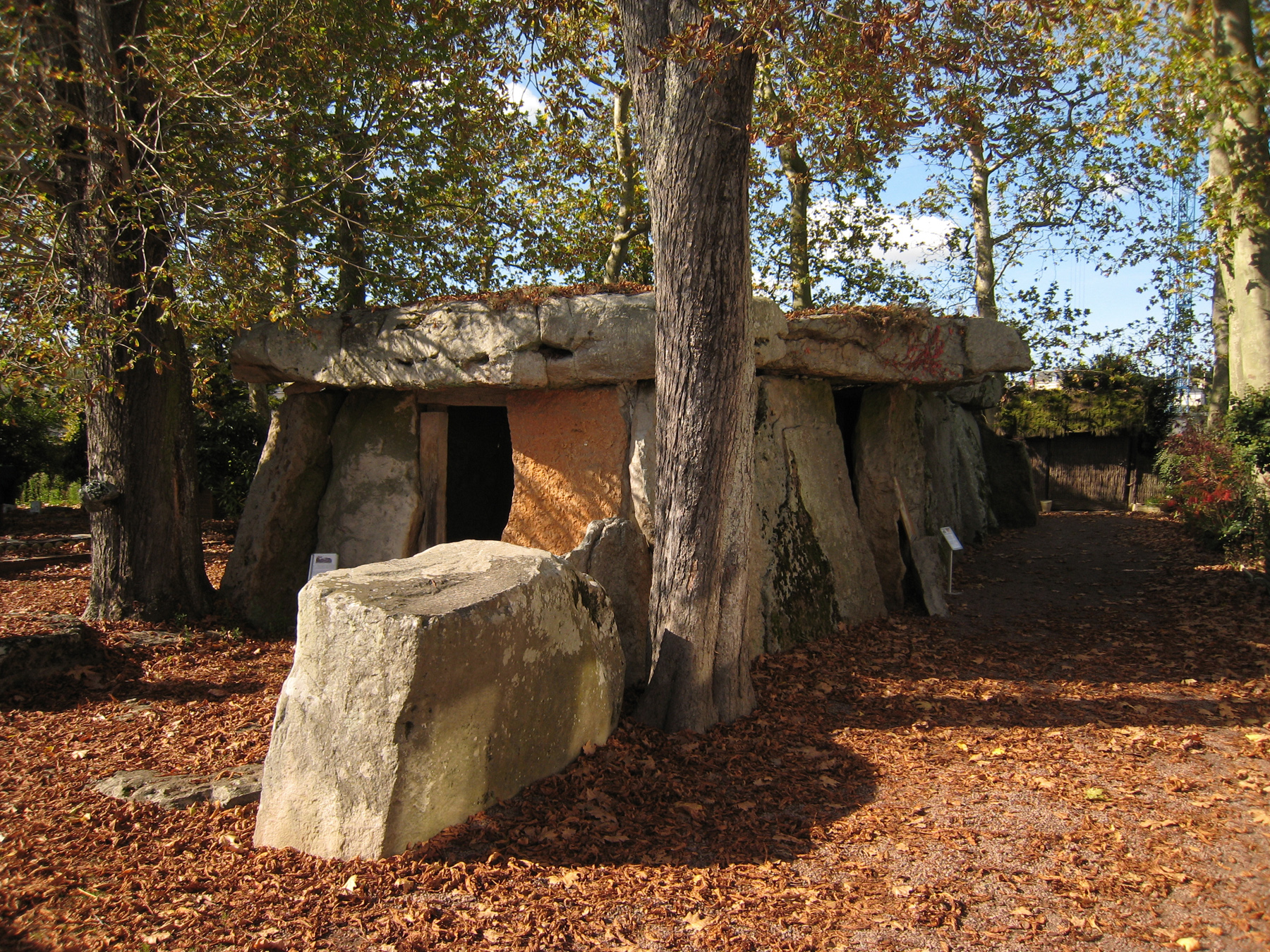
Der Dolmen von Bagneux, einer von Frankreichs größten Dolmen

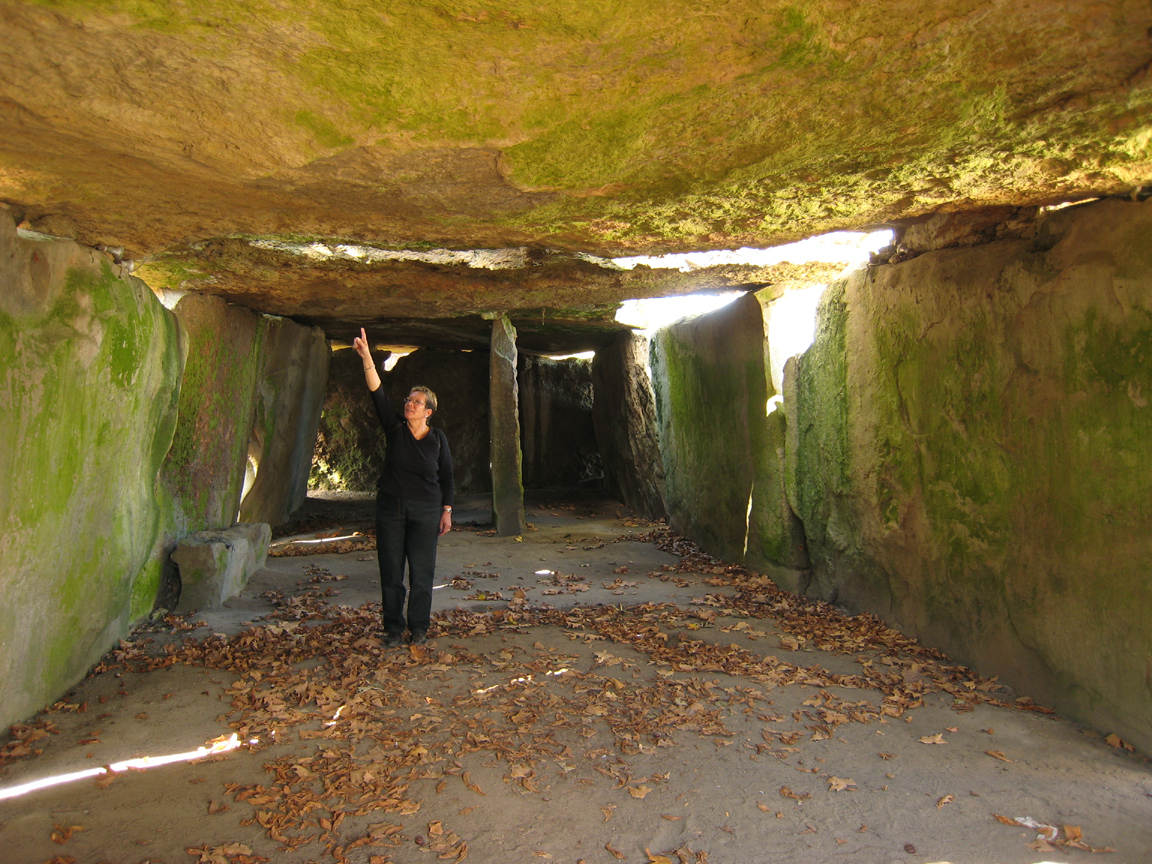
Dolmen von Bagneux - Inneres

Der Dolmen von Bagneux (auch La Grande Pierre couverte) ist eine Megalithanlage in Bagneux bei Saumur an der Loire im Département Maine-et-Loire in Frankreich. Dolmen wird in Frankreich als Oberbegriff für Anlagen jeder Art verwendet. Der Dolmen vom Typ angevin liegt mitten im Ort an der Abzweigung der Rue de l´Arche von der Rue du Dolmen im Garten eines kleinen Cafés.

## Beschreibung
In seiner Größe übertrifft er die meisten der etwa 4.500 Dolmen Frankreichs bei weitem. Der Dolmen ist außen über 23 m lang und hat innen eine Länge von fast 18 m und eine Breite von über 5 m (90 m² Bodenfläche und etwa 200 m³ Rauminhalt). Seine Vorkammer ist teilweise zerstört. Die größte der drei Deckenplatten (7,3 m lang) wird auf ein Gewicht von etwa 90 Tonnen geschätzt. Er besteht noch aus 15 weiteren Steinen, die ein Gesamtgewicht von über 500 Tonnen repräsentieren. In seiner Höhe wird er nur von einigen iberischen Anlagen übertroffen, wie dem Dolmen de Menga in Spanien.
Wie andere Dolmen war der La Grande Pierre Couverte von Bagneux eine geräumige Anlage, die während des Neolithikums zahlreiche Menschenskelette enthalten haben muss. Die erste Ausgrabung von 1775 erbrachte jedoch keine Funde. Im Bereich des Dolmens wurden später drei Äxte aus geschliffenem Stein und ein Messer aus Feuerstein entdeckt, die wahrscheinlich aus dem Dolmen stammen.

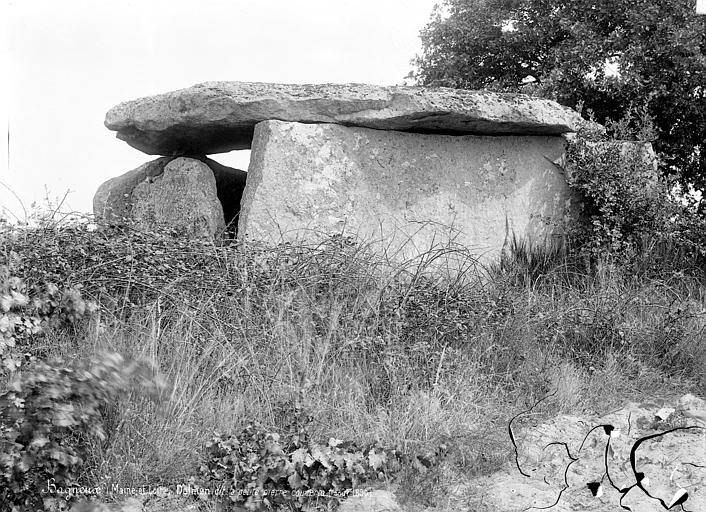
La Petite Pierre Couverte

In Bagneux gibt es 400 m entfernt neben anderen Denkmälern noch einen weiteren Dolmen, der La Petite Pierre couverte genannt wird, obwohl auch er eine beachtliche Größe hat und eventuell der Rest eines größeren Dolmens ist.

## Siehe auch

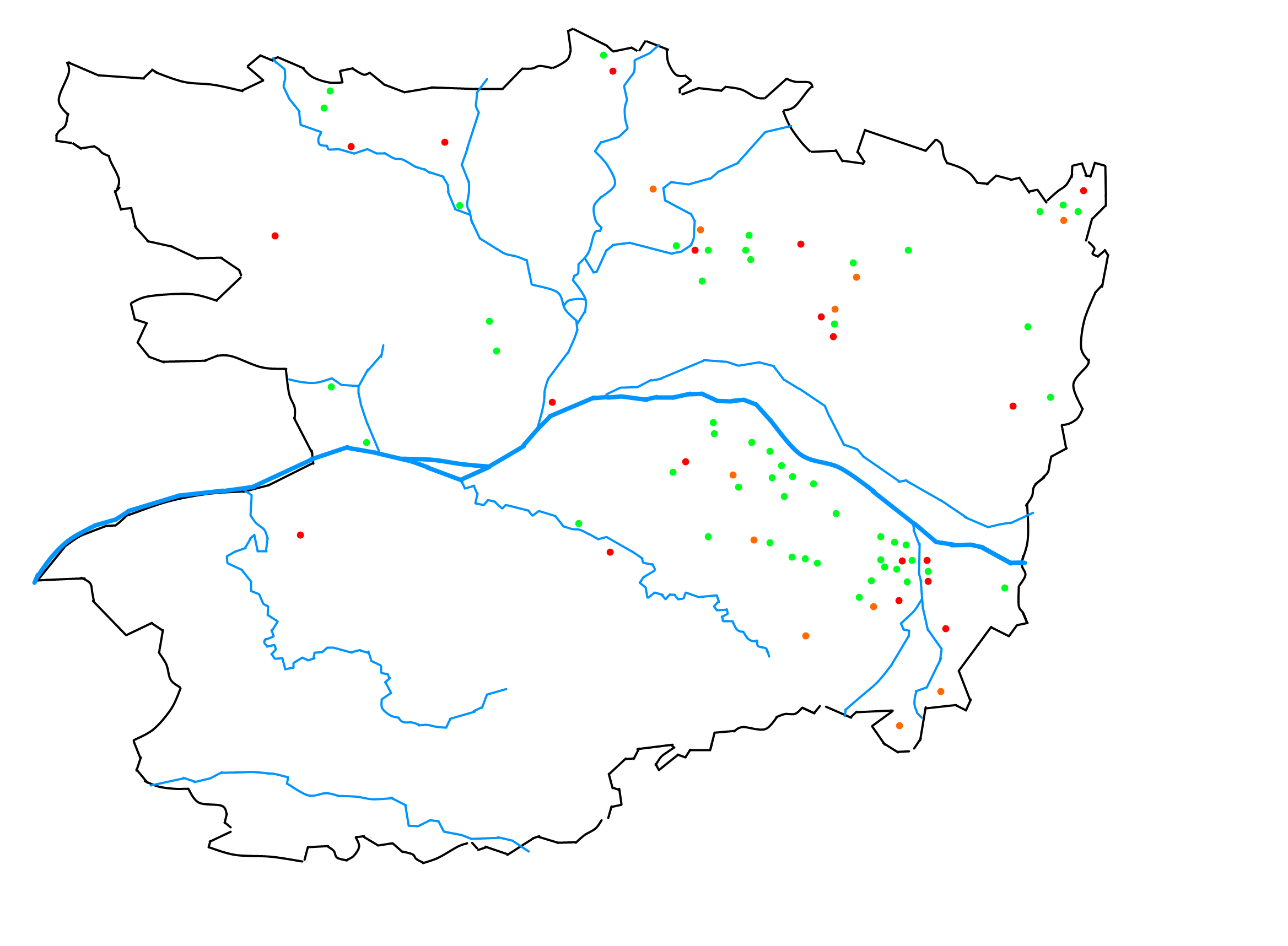
Verbreitungskarte von Dolmen in Maine-et-Loire – grün sind erhaltene Anlagen